# گورستان قلعه لیلاب
گورستان قلعه لیلاب مربوط به هزاره اول قبل از میلاد است و در شهرستان ورزقان، بخش خاروانا، دهستان دیزمار، ۱ کیلومتری شمال روستای لیلاب واقع شده و این اثر در تاریخ ۲۷ اسفند ۱۳۸۷ با شمارهٔ ثبت ۲۶۳۶۷ به‌عنوان یکی از آثار ملی ایران به ثبت رسیده است.